# بليندا ماين
بليندا ماين (بالإنجليزية: Belinda Mayne)‏ هي ممثلة بريطانية، ولدت في 2 أكتوبر 1954 في لندن في المملكة المتحدة.

## أعمال

### أفلام
- نايتكيل

## وصلات خارجية
- بليندا ماين على موقع IMDb (الإنجليزية)
- بليندا ماين على موقع ألو سيني (الفرنسية)
- بليندا ماين على موقع أول موفي (الإنجليزية)
- بليندا ماين على موقع قاعدة بيانات الأفلام السويدية (السويدية)
- بليندا ماين على موقع قاعدة بيانات الفيلم (الإنجليزية)
- بليندا ماين على موقع كينوبويسك (الروسية)